# Lagynodes peckorum
Lagynodes peckorum är en stekelart som beskrevs av Paul Dessart 1987. Lagynodes peckorum ingår i släktet Lagynodes och familjen trefåresteklar. Inga underarter finns listade i Catalogue of Life.